# Blasieholmskyrkan

Blasieholmskyrkan var en stiftelseägd väckelsekyrka på Blasieholmen i Stockholm, som var till för "Jakobs församling och Stockholms invånare i övrigt". Genom denna formulering i tillståndet att hålla gudstjänster i kyrkan blev det fritt för vem som ville att ta emot nattvard där, vilket man annars vid denna tid enbart fick göra i sin hemförsamling. 
Kyrkan uppfördes 1867 och revs 1964. Den låg granne med kung Oscar II:s häststall (ursprungligen benämnt "prins Oscars häststall") i hörnet Blasieholmsgatan-Stallgatan, som revs omkring 1905 för att ge plats åt hotellannexet Grand Hôtel Royal. Den uppges ha haft 2 000 eller 3 000 sittplatser.  
Kyrkan var prästen Gustaf Emanuel Beskows verk. Han inspirerades till kyrkbygget av baptistkyrkan Metropolitan Tabernacle i London. Beskow predikade i olika "vanliga" Stockholmskyrkor men var också verksam i Evangeliska Fosterlandsstiftelsen och Stadsmissionen. Han köpte själv tomten och samlade in pengar till bygget. Arkitekten Erik Gustaf Sjöberg baserade sina ritningar på kyrkan i London enligt Beskows önskemål. Tillstånd att bygga kyrkan gavs av Kungl. Maj:t 1865. Den byggdes under åren 1865-1867 och invigdes med första gudstjänsten i kyrkan den 12 januari 1868. En viktig inkomst var bänkhyra det vill säga att kyrkan tog emot betalning för sittplatser. 1928 bildades "Blasieholmskyrkans vänner" för att samla dem som såg sig som kyrkans församling.

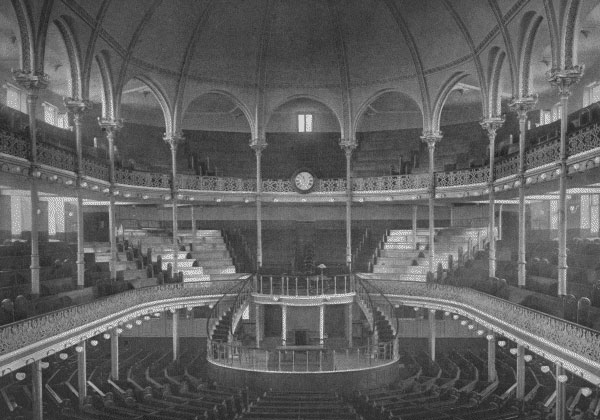
Interiör från Londonkyrkan Metropolitan Tabernacle. Blasieholmskyrkan var mindre men dess interiör byggdes på samma idé.

Blasieholmskyrkans var en centralkyrka med nästan kvadratiskt kyrkorum, altaret vid ena väggen och läktare i två våningar. Bänkarna stod i halvcirkelform, utgående från altaret. Smala pelare av järn bar upp läktarna och taket, som var försett med ett stort glasfönster. Kyrkan ritades så att prästen i predikstolen, belägen på det nedre balkongplanet rakt ovanför altaret, syntes och hördes väl överallt i kyrkan. Inredningen var enkel, ljus och utan särskilt mycket utsmyckning. Kyrkans ovanliga form, som mer ledde tanken till frikyrkor än Svenska kyrkan, och den strama inredningen väckte en viss motvilja utanför de egna kretsarna.
Under 1800-talet växte de större städernas befolkning kraftigt, men före 1880-talet byggdes inte i större utsträckning kyrkor i redan befintliga städer. Kyrkbristen gav både frikyrkor och de inomkyrkliga väckelserörelserna utrymme att uppföra egna, större samlingslokaler, i det sistnämnda fallet för verksamhet inom statskyrkans ordning, men utan territoriell församling. En av dessa kyrkor var Blasieholmskyrkan. Beskow samlade in pengar till bygget och agerade själv byggherre.När kyrkan var färdig överlämnade han den genom gåvobrev till Blasieholmskyrkostiftelsens styrelse. Via patronatsrätt tilldelat av Kungl. Maj:t tillsatte Beskow präst, det vill säga sig själv.
Efter försäljning till Svenska arbetsgivarföreningen revs kyrkan 1964. De pengar som försäljningen inbringade användes till uppförandet av EFS-kyrkan Hammarbykyrkan.